# クラウディア・ブラック
クラウディア・ブラック（Claudia A.Black、Ph.D.,M.S.W.）はアメリカ合衆国のソーシャルワーカー、社会心理学博士。研究テーマは家族システムとアディクション（依存症・嗜癖）。

## 著作
以下、邦訳。
- 『もちきれない荷物をかかえたあなたへ』アスク・ヒューマン・ケア,1998.
- 『クラウディア・ブラック ビデオシリーズ』アスク・ヒューマン・ケア,新宿スタジオ,1998.
- 『子どもを生きればおとなになれる―「インナーアダルト」の育て方』アスク・ヒューマン・ケア,2003.
- 『私は親のようにならない』 斎藤学 訳、誠信書房、2004.
- 『あなたの苦しみを誰も知らないートラウマと依存症からのリカバリーガイド』水澤都加佐 訳、金剛出版、2021